# Le Villars
Le Villars ist eine französische Gemeinde mit 285 Einwohnern (Stand: 1. Januar 2022) im Département Saône-et-Loire in der Region Bourgogne-Franche-Comté. Sie gehört zum Arrondissement Mâcon und zum Kanton Tournus. Le Villars ist Mitglied im Gemeindeverband Communauté de communes Mâconnais-Tournugeois.

## Geographie
Le Villars liegt etwa 25 Kilometer nordnordöstlich von Mâcon und etwa 36 Kilometer südsüdöstlich von Chalon-sur-Saône im Weinbaugebiet Bourgogne an der Saône. Umgeben wird Le Villars von den Nachbargemeinden Tournus im Norden, Préty im Osten und Nordosten, La Truchère und Sermoyer im Südosten, Farges-lès-Mâcon im Süden und Südwesten  sowie Plottes im Westen.

## Bevölkerungsentwicklung
| Jahr                      | 1962 | 1968 | 1975 | 1982 | 1990 | 1999 | 2006 | 2011 | 2016 |
| Einwohner                 | 295  | 301  | 271  | 269  | 286  | 235  | 240  | 263  | 287  |
| Quelle: Cassini und INSEE |      |      |      |      |      |      |      |      |      |

## Sehenswürdigkeiten
- Kirche Sainte-Marie-Madeleine aus dem 10./11. Jahrhundert, früheres Priorat, seit 1941 Monument historique

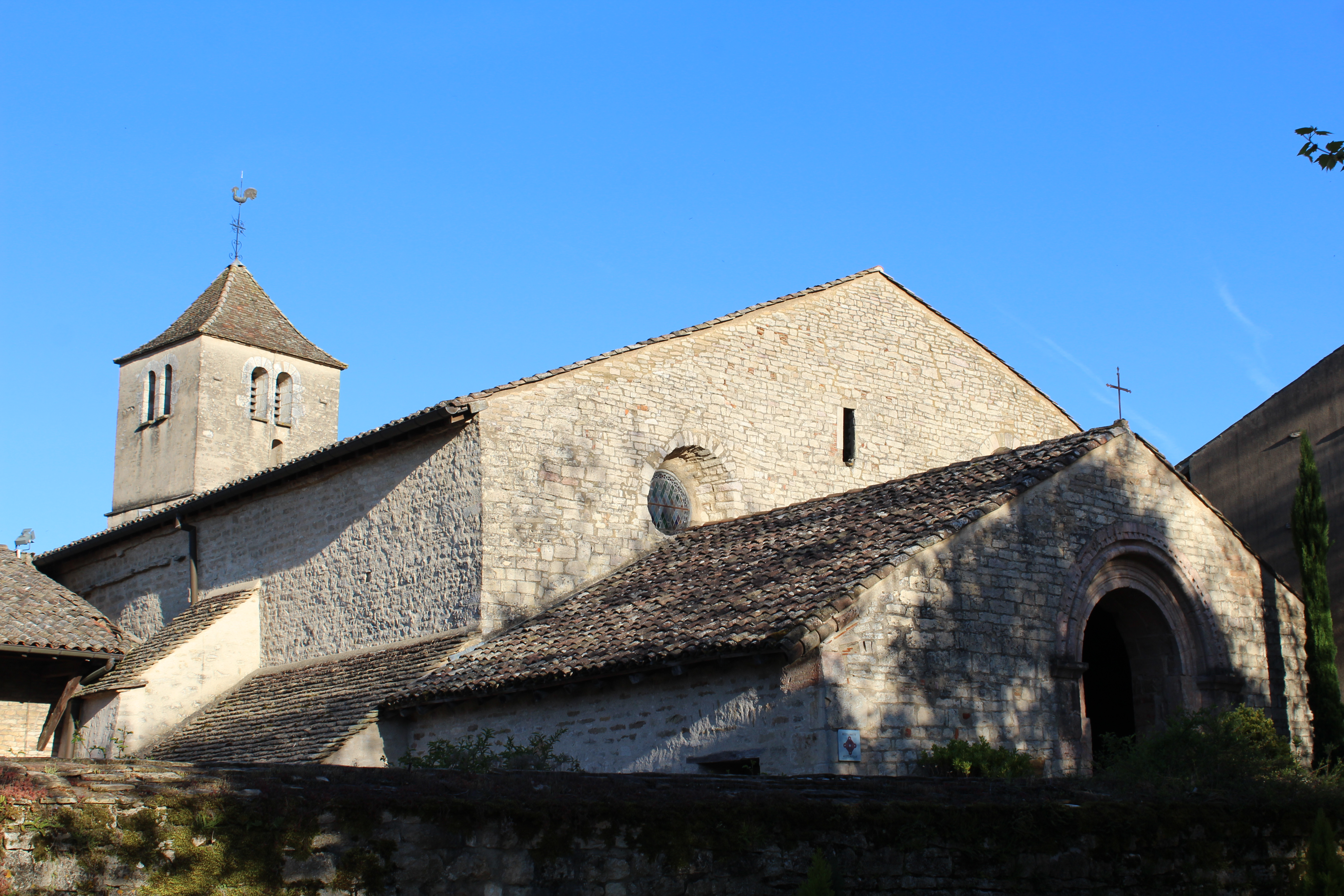
Kirche Sainte-Marie-Madeleine

- Auf dem Friedhof der Gemeinde ist das Grab des Pianisten Alfred Cortot.